# ان‌جی‌سی ۸۳۸
ان‌جی‌سی ۸۳۸ (انگلیسی: NGC 838) نام یک کهکشان در صورت فلکی نهنگ است.